# 村上史好
村上 史好（むらかみ ふみよし、1952年6月10日 - ）は、日本の政治家。立憲民主党所属の元衆議院議員（3期）。
大阪市会議員（1期）、衆議院内閣委員会理事、衆議院文部科学委員会理事、民主党幹事長補佐、生活の党幹事長代理、同大阪府総支部連合会代表などを歴任した。

## 来歴

### 生い立ち
大阪府吹田市生まれ。大阪府立千里高等学校卒業。京都産業大学法学部卒業。中野寛成衆議院議員、中村鋭一参議院議員（当時）の秘書を経て、民社党職員となった。

### 大阪市会にて
1995年4月より大阪市会議員を1期務めた。市議時代は新進党に所属した。2000年6月の衆院選に大阪4区から自由党公認で出馬するも、落選。2003年11月の衆院選に大阪6区から民主党公認で出馬するも、落選。2005年9月の衆院選に大阪6区から民主党公認で出馬するも、落選。

### 国会にて
2009年8月の衆院選に大阪6区から民主党公認で出馬し、初当選。2012年の消費増税をめぐる政局では、野田内閣による消費増税法案の閣議決定に抗議して党幹事長補佐の辞表を提出し、4月23日の党役員会で受理された。6月26日の衆議院本会議で行われた消費増税法案の採決では、党の賛成方針に反して反対票を投じた。7月2日には山岡賢次らを介して離党届が提出された。民主党は7月3日の常任幹事会で離党届を受理せず除籍処分とする方針を決定し、7月9日の常任幹事会で正式決定した。
同年7月11日に国民の生活が第一の結党に参加した。その後、日本未来の党に合流。2012年12月の衆院選に大阪6区から日本未来の党公認で出馬し、比例近畿ブロックで復活当選（2期目）。2014年12月の衆院選に大阪6区から生活の党公認で出馬するも、候補者3人中3番目の得票数で落選。その後、生活の党が生活の党と山本太郎となかまたちを経て自由党に党名変更後も、引き続き大阪府第六区総支部の総支部長を務めた。
2017年の第48回衆議院議員総選挙直前に起きた希望の党を巡る野党再編の混乱を受け、自由党は同選挙において候補者に公認を出さないことを発表した。これを受け、大阪6区から立憲民主党公認で出馬し、小選挙区で敗れたものの比例復活で国政復帰。
2021年（令和3年）10月31日投開票の第49回衆議院議員総選挙で落選。

## 政策
- アベノミクスを評価しない[22]。
- 消費増税の先送りを評価しない[22]。
- 安全保障関連法の成立を評価しない[22]。
- 北朝鮮問題への取り組みを評価しない[22]。
- 共謀罪法を評価しない[22]。
- 森友学園・加計学園問題への対応を評価しない[22]。
- 原子力規制委員会の審査に合格した原子力発電所は運転を再開すべきでない[22]。
- いますぐ原子力発電を廃止すべきだ[22]。
- 選択的夫婦別姓制度導入について、「どちらとも言えない」としている[22][23]。
- 一人親家庭やDINKsなど家族の形は多様でよい[22]。
- 非核三原則を堅持すべきだ[22]。
- 消費税10%に反対[22]。
- 憲法改正にどちらかと言えば反対[22]。